# Konspiracja

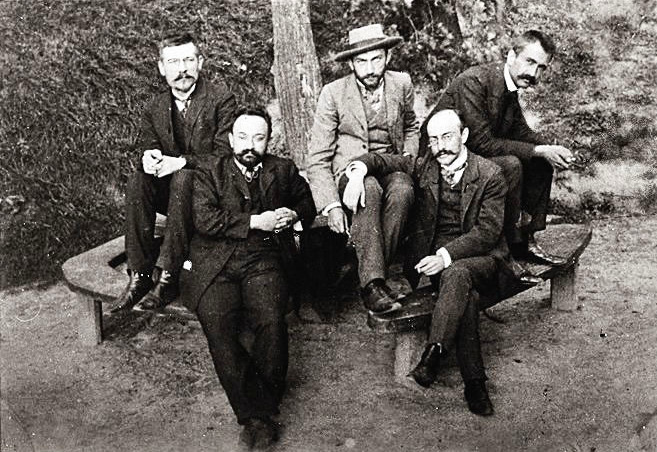
Konspiracja (działacze Polskiej Partii Socjalistycznej)

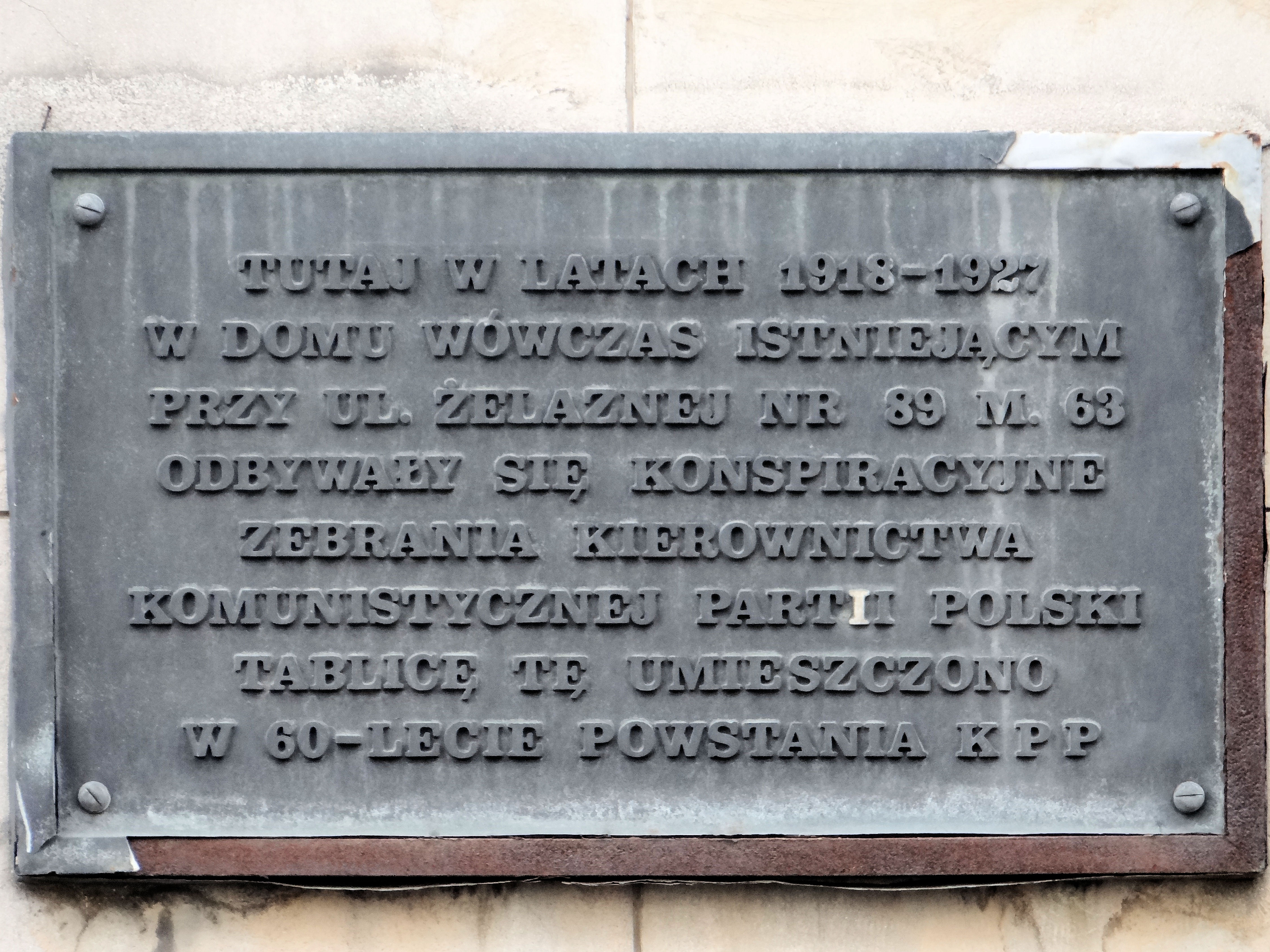
Tablica upamiętniająca konspiracyjną Komunistyczną Partię Polski

Konspiracja (łac. conspiratio), podziemie, spisek – ogólnie: tajemnica lub tajna organizacja; w dziedzinie politycznej, wojskowości, przedsiębiorczości i innych, tajna działalność skierowana przeciwko istniejącej władzy, konkurencji gospodarczej, obywatelom, okupantom i innym, prowadzona przez organizacje polityczne, przedsiębiorstwa, organizacje pozarządowe, organizacje zbrojne i inne.